# Kamica
Kamica (do 1945 niem. Kärmitz) – wieś w północno-zachodniej Polsce położona w województwie zachodniopomorskim, w powiecie kołobrzeskim, w gminie Gościno. Miejscowość wchodzi w skład sołectwa Pławęcino.
Według danych z 30.06.2014 wieś miała 59 stałych mieszkańców.
Kamica współtworzy "Sołectwo Pławęcino".

## Zabytki
- pałac, obecnie dom nr 4, z drugiej połowy XIX w. nr rej.: A-1070z 10.04.1964[5]

inne
- była leśniczówka miasta Kołobrzeg. Od lat 70. XIX w. należała jako posiadłość ziemska do Fryderyka Schröcka. W 1914 r. kupił ją Hugo Wege[6].